# Archidiocèse de Mobile
L'archidiocèse de Mobile (en latin : Archidioecesis Mobiliensis) est un des archidiocèses métropolitains de l'Église catholique aux États-Unis. Il regroupe 28 comtés du Sud de l'Alabama. Il fait partie de la province ecclésiastique de Mobile et ses diocèses suffragants sont ceux de Biloxi (en), Birmingham et Jackson (en). Son siège est la cathédrale de l'Immaculée-Conception de Mobile.
En 2004, la population de l'archidiocèse est de 1 652 398 habitants dont 65 588 catholiques, soit 4 % de la population. La plupart de la population catholique vit dans la région de Mobile d'après les registres de paroisses. La région est plus catholique que l'ensemble de l'archidiocèse, cependant, beaucoup de catholiques ne s'inscrivent pas sur les registres.

## Noms
L'actuel archidiocèse de Mobile a connu plusieurs changements de nom au cours des 200 dernières années :
- Vicariat apostolique de l'Alabama et des Florides (1825 à 1829)
- Diocèse de Mobile (1829 à 1954)
- Diocèse de Mobile-Birmingham (1954 à 1969)
- Diocèse de Mobile (1969 à 1980)
- Archidiocèse de Mobile (1980 à aujourd'hui)

## Ordinaires

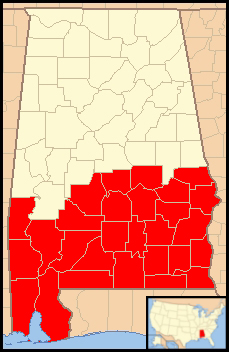
Emplacement de l'archidiocèse.
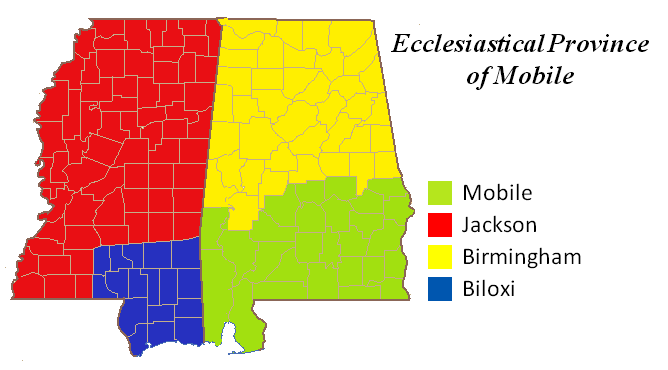
Province ecclésiastique de Mobile.

### Articles liés
- Liste des évêques et archevêques de Mobile
- Liste des juridictions catholiques aux États-Unis
- Église catholique aux États-Unis